# Canal de Perrin
Le canal de Perrin, ou canal Perrin, est une voie de navigation créée au XIXe siècle dans la mangrove de l'île de Grande-Terre en Guadeloupe. Il est situé à la limite des communes de Morne-à-l'Eau et des Abymes.

## Description
Long de 2,5 km, le canal relie le Grand Cul-de-sac marin au lieu-dit Perrin, entre les communes de Morne-à-l'Eau et des Abymes, à proximité de la route départementale 106 (RD 106) vers le quartier de Vieux-Bourg.

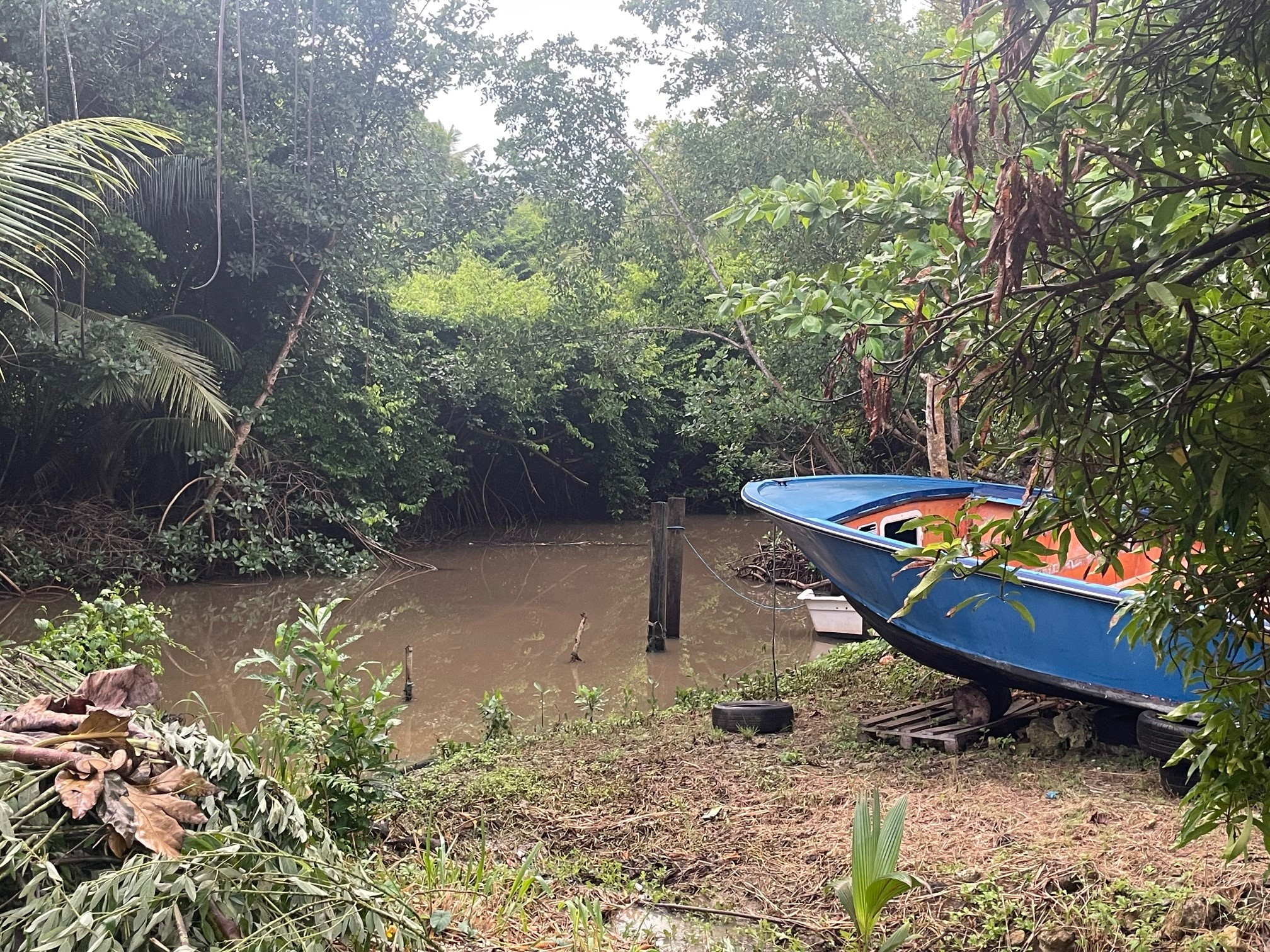
Canal de Perrin

Creusé par des esclaves et des hommes libres au début du XIXe siècle, il permet aujourd'hui essentiellement la collecte des eaux de ruissellement des plaines des Abymes et de Grippon, après avoir servi au transport de marchandises (principalement la canne-à-sucre des plantations vers le port de Pointe-à-Pitre) et le mouvement des pêcheurs depuis le Grand Cul-de-sac marin vers le centre des terres de la Grande-Terre,.
Le canal permet également la découverte écotouristique de la mangrove, ainsi que sa protection le long du parcours.